# Kreuzsattel (Mürzsteger Alpen)
Der Kreuzsattel ist ein 1363 m ü. A. hoher Gebirgspass an der Grenze zwischen der Steiermark und Niederösterreich, der die Schneealpe mit der Sonnleitsteingruppe verbindet.

## Geographie
Der Kreuzsattel liegt zwischen dem obersten Mürztal im Westen, und dem hintersten Naßbachtal, einem Nebental des niederösterreichischen Schwarzatals im Osten. Die Einsattelung liegt nordöstlich der Schneealpe, am Ende des Kamms, der sich vom Amaißbichl (1828 m ü. A.) über den Eisenkogel (1513 m ü. A.) nordwärts zieht. Nördlich liegt quer dazu der Westgrat des Sonnleitsteins, dem Hauptgipfel der Sonnleitsteingruppe, mit dem Glatzeten Kogel (1594 m ü. A.) nördlich vom Kreuzsattel.
Westwärts zieht sich das Tal des Amaiswiesbachs  zur Kalten Mürz, die vom Schneealpstock und vom Eisenkogel kommt, und sich bei Neuwald mit der Stillen Mürz zur Mürz vereint.
Östlich entspringt einer der südliche Quellbäche des Wasseralmbachs, der dann über die Wasseralm und als Nassbach bei Naßwald zur Schwarza rinnt.
Mitten im Talzug Kalte Mürz – Nassbach liegt eine kleine knapp 1400 m hohe bewaldete Anhöhe, und auf dessen anderer Seite ein weiterer, 1330 m ü. A. hoher Sattel, etwa 300 Meter nördlich des Kreuzsattels. Dieser wird Freinerboden oder (nördlicher) Kreuzsattel, in älteren Karten jedoch auch Ameiswies (1291 m ü. A.) genannt. Er gehört zum Hochtal der Amaiswies, dort liegt der eigentliche Ursprung des Wasseralmbachs/Nassbachs.
Beide Sättel bilden die niederösterreichisch-steirische Landesgrenze und die Grenze der Gemeinden Schwarzau im Gebirge und Neuberg an der Mürz, wobei sie dort zur Katastralgemeinde Altenberg an der Rax gehören. Sie bilden auch die Wasserscheide zwischen Leitha und Mur, zwei Nebenflüssen der Donau.

## Erschließung
Über den Pass führt ein Wanderweg, wobei dieser den nördlichen der beiden Sättel nutzt, sodass jener der bekanntere ist. Der Steig überbrückt das kurze Stück zwischen den Forstwegen, die beiderseits vom Tal heraufkommen.